# Озормище
Озормище или Озормища (на македонска литературна норма: Озормиште; на албански: Uzurmishti, Узурмищи) е село в Северна Македония, в община Желино.

## География
Селото се намира в областта Долни Полог, разположено на левия бряг на Вардар.

## История
В края на XIX век Озормище е смесено българо-албанско село в Тетовска каза на Османската империя. Андрей Стоянов, учителствал в Тетово от 1886 до 1894 година, пише за селото:
| „ | С. Озормище. — При селото има развалини отъ стара църква при която селенитѣ сѫ клали въ старо време курбанъ на зимни св. Атанасъ. Това село е било голѣмо, но сега постоянно намалява, както става и съ много други села. | “ |

Според статистиката на Васил Кънчов („Македония. Етнография и статистика“) от 1900 година Озормище е село, населявано от 84 жители българи християни и 30 арнаути мохамедани.
Според патриаршеския митрополит Фирмилиан в 1902 година в селото има 7 сръбски патриаршистки къщи. По-късно цялото християнско население на селото е под върховенството на Българската екзархия. По данни на секретаря на есзархията Димитър Мишев („La Macédoine et sa Population Chrétienne“) в 1905 година в Озорлища има 64 българи екзархисти.
Според Афанасий Селишчев в 1929 година Озормища е село в Шемшевска община в Долноположкия срез и има 9 къщи с 90 жители българи и албанци.
Според преброяването от 2002 година селото има 1219 жители.
| Националност | Всичко |
| македонци    | 0      |
| албанци      | 1208   |
| турци        | 0      |
| роми         | 0      |
| власи        | 0      |
| сърби        | 0      |
| бошняци      | 0      |
| други        | 11     |